# Якимов, Юрий Александрович
Ю́рий Алекса́ндрович Яки́мов (род. 28 февраля 1953, Шахтёрск, Сахалинская область) — советский гребец, многократный чемпион СССР, двукратный призёр чемпионатов мира (1974, 1975), призёр Олимпийских игр (1976). Мастер спорта СССР международного класса (1974). Заслуженный работник физической культуры Российской Федерации (2021).

## Биография
Родился 28 февраля 1953 года в городе Шахтёрск Сахалинской области. В 1960 году вместе с семьёй переехал в Новгород, где в возрасте 15 лет начал заниматься академической греблей у Юрия Иванова. В 1970 году продолжил тренироваться под руководством Константина Качаева и Юрия Вескимейстера. В сборной страны с ним также работал Евгений Сиротинский.
Наиболее значимых результатов добивался в середине и конце 1970-х годов, когда многократно становился чемпионом СССР в классе четвёрок парных. В 1974 и 1975 годах выигрывал медали чемпионатов мира в той же дисциплине. В 1976 году вошёл в состав сборной страны на Олимпийских играх в Монреале, где вместе с Евгением Дулеевым, Айваром Лаздениексом и Витаутасом Буткусом завоевал серебряную медаль.
В 1980 году завершил свою спортивную карьеру. В 1980–2021 годах работал тренером в СШОР «Олимп», где воспитал не одно поколение достойных спортсменов. В октябре 2013 года принял участие в эстафете олимпийского огня «Сочи 2014».